# Barraca de la Graiera 2
La Barraca de la Graiera 2 és una barraca de vinya de Calafell (Baix Penedès) protegida com a Bé Cultural d'Interès Local.

## Descripció
Es tracta d'una edificació d'ús agrícola de planta quadrangular, amb les cantonades arrodonides, amb un sol espai interior, bastida aprofitant el desnivell del terreny. Actualment es troba en estat de ruïna. La porta d'entrada no es conserva però probablement, era situada a la cara oest.
Els murs i la volta són fets de peces irregulars de pedra unides en sec amb l'ajut de falques, també de pedra, de dimensions més petites. Els murs tenen un rebliment de pedruscall